# FC Zlín
FC Zlín, a.s. (celým názvem: Football Club Zlín, a.s.) je český fotbalový klub, který sídlí v městě Zlín ve stejnojmenném kraji. Založen byl v roce 1919, klubové barvy jsou žlutá a modrá. Mužstvo má přezdívku ševci dle historie města spjatého s obuvnictvím. Od sezóny 2025/26 působí v 1. lize.
Své domácí zápasy odehrává na stadionu Letná, který má kapacitu 5 898 diváků. A jejich fanouškovská skupina ULTRAS ZLÍN která je velmi dobrou skupinou co se týče české republiky a také jejich družební klub Grazer AK.

## Historie
Klub byl založen v roce 1919 jako SK Zlín a začal hrát na pronajatém hřišti „Za sýpkou“. Po výpovědi z těchto pozemků se klub obrátil na firmu Baťa a ta mu pronajala za 5 korun na rok hřiště na Deštěnce. Pokračující spolupráce s Baťou vyústila v roce 1924 změnou názvu na SK Baťa Zlín. V roce 1926 byl dostavěn nový stadion za nynějším nádražím. V roce 1932 se klub stal mistrem Moravy, o dva roky později byl otevřen nový stadion „U elektrárny“. V roce 1938 se mužstvo podařilo vyhrát Moravskoslezskou divizi a poprvé postoupit do nejvyšší soutěže. Za protektorátu pak Zlín patřil k nejlepším mužstvům za Spartou a Slavií. O účast v první lize klub přišel v roce 1947, kdy byl vyloučen za ovlivňování výsledků. O rok později byl klub přejmenován na Závodní klub Botostroj I Zlín, v témže roce po přejmenování města dostal klub nový název Sokol Svit I Gottwaldov. V roce 1950 pak přišlo další přejmenování na ZSJ Svit I Gottwaldov a roční návrat do 1. ligy. Další název, TJ Jiskra Gottwaldov a další jednoroční účast v nejvyšší soutěži získal v roce 1953. V roce 1958 byly sloučeny místní klub Jiskra a Spartak do TJ Gottwaldov. Dalších patnáct let hrál Gottwaldov v druhé lize, než v roce 1969 na dva roky postoupil do 1. ligy. V roce 1970 vyhrál klub také Československý pohár, a postoupil tak do Poháru vítězů pohárů. Další roky se pohyboval ve druhé a pár let i ve třetí lize. Po přejmenování města zpět na Zlín v roce 1990 se klub stal samostatným právním subjektem pod názvem FC Svit Zlín.

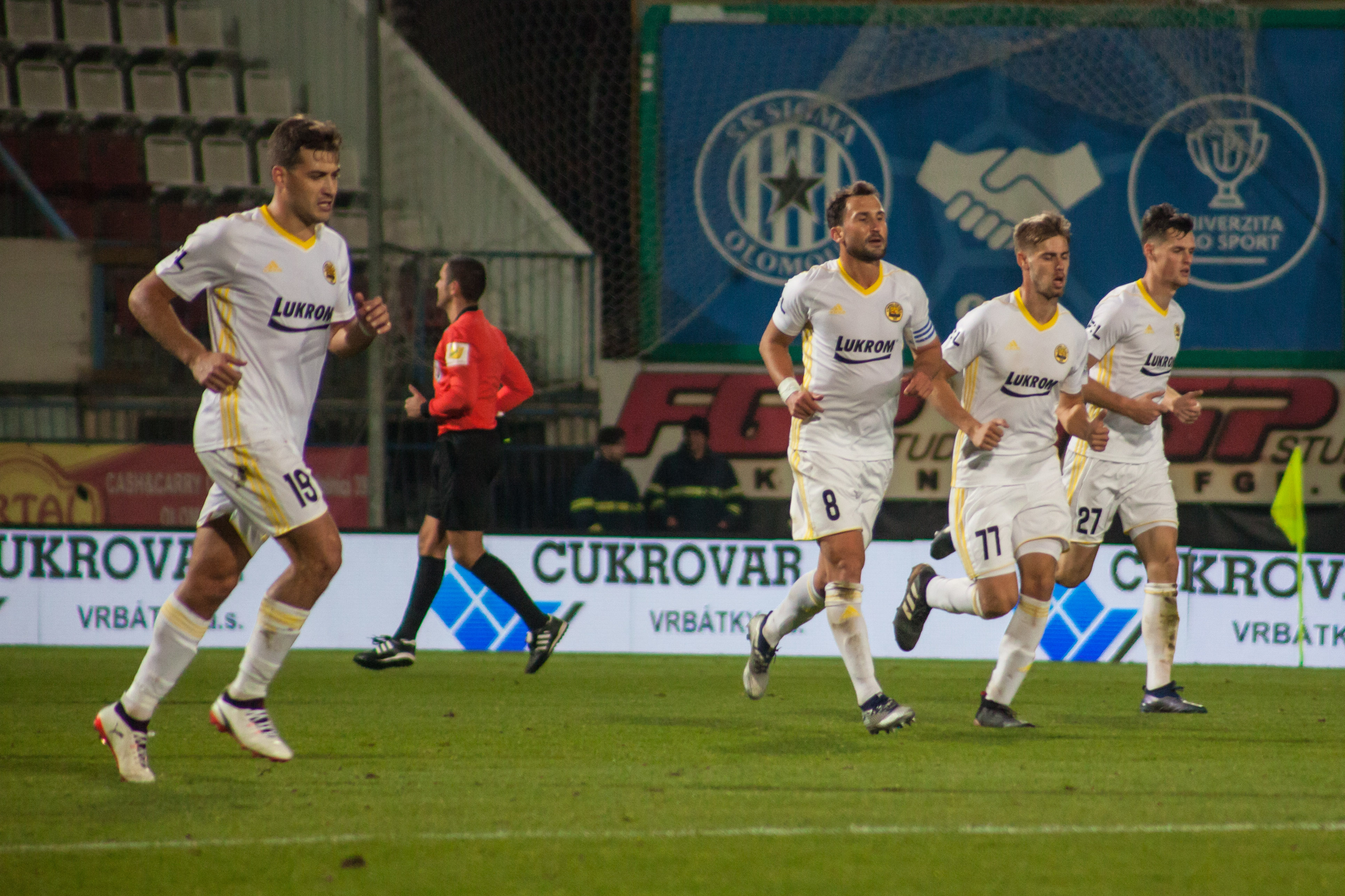
Hráči FC Fastav Zlín na zápase Českého fotbalového poháru (2018)

Po rozdělení Československa se Zlín stal jedním z účastníků nové 1. ligy, když v předchozí sezóně skončil na šestém, posledním postupovém místě. Po třech sezónách následoval sestup zpět do 2. ligy. V roce 1996 se klub přejmenoval na FC Zlín, v sezóně 1999/00 působil znovu pod názvem FC Svit Zlín. V další sezóně se hlavním sponzorem a partnerem klubu stala firma LUKROM a klubu se navrátil název FK Zlín. V roce 2002 pak Zlín vyhrál 2. ligu a postoupil zpátky do nejvyšší soutěže, v témže roce se hlavním sponzorem stala firma Tescoma, která se dostala i do názvu FC Tescoma Zlín. Od sestupu z nejvyšší soutěže v sezóně 2008/2009 působil klub ve druhé lize. Od sezóny 2012/2013 je hlavním sponzorem firma Fastav, která je obsažena v názvu klubu FC Fastav Zlín.
V sezóně 2014/15 obsadil klub konečné 3. místo ve druhé lize, po odřeknutí účasti v tabulce druhého FK Varnsdorf dostal příležitost hrát v sezóně 2015/16 1. českou ligu, kterou využil. Do první ligy se vrátil po šesti letech. Po dvou ligových kolech měl na kontě dvě shodné výhry 1:0 (nad Bohemians 1905 a FC Vysočina Jihlava) a tedy 6 bodů, navíc vedl Synot ligu. Šlo o historicky nejlepší vstup nováčka (po 2 kolech) do české nejvyšší soutěže. Jarní část sezóny se však týmu nevydařila a Zlín musel bojovat o záchranu v nejvyšší lize. Podobná situace se opakovala i v ročníku 2016/17: povedená podzimní část (několik kol se opět vyhříval na špici tabulky) a slabá jarní část. Dojem z konce sezóny mužstvu zachránil triumf v českém poháru, ve finále hraném 17. května 2017 na Andrově stadionu v Olomouci zvítězilo 1:0 nad druholigovým klubem SFC Opava a díky souhře určitých okolností (pozice České republiky v koeficientu zemí UEFA, výsledky jiných týmů v domácích ligách i evropských pohárech) postoupilo přímo do skupinové fáze Evropské ligy UEFA 2017/18. Již v červnu 2017 vyhrál Zlín další trofej, opanoval 1. ročník Česko-slovenského Superpoháru, když na Městském stadionu Miroslava Valenty v Uherském Hradišti porazil slovenský tým ŠK Slovan Bratislava.

## Úspěchy A–týmu
| Domácí medaile (3) |
| - Protektorátní nejvyšší fotbalová soutěž - – SK Baťa Zlín: 1942/43, 1943/44 - Československý fotbalový pohár (1× vítěz) - – TJ Gottwaldov: 1970 - Český fotbalový pohár (2× vítěz) - – TJ Gottwaldov: 1969/70; FC Fastav Zlín: 2016/17 - Česko-slovenský Superpohár (1× vítěz) - – FC Fastav Zlín: 2017 |

## Historické názvy
- Zdroj: [7]
- 1919 – SK Zlín (Sportovní klub Zlín)
- 1922 – SK Baťa Zlín (Sportovní klub Baťa Zlín)
- 1948 – ZK Botostroj I. Zlín (Závodní klub Botostroj I. Zlín)
- 1949 – ZSJ Sokol Svit Gottwaldov (Závodní sportovní jednota Sokol Svit Gottwaldov)
- 1950 – ZSJ Svit Gottwaldov (Závodní sportovní jednota Svit Gottwaldov)
- 1951 – ZSJ Svit Podvesná Gottwaldov (Závodní sportovní jednota Svit Podvesná Gottwaldov)
- 1953 – DSO Jiskra Podvesná Gottwaldov (Dobrovolná sportovní organizace Jiskra Podvesná Gottwaldov)
- 1954 – TJ Jiskra Podvesná Gottwaldov (Tělovýchovná jednota Jiskra Podvesná Gottwaldov)
- 1958 – fúze s TJ Spartak Gottwaldov ⇒ TJ Gottwaldov (Tělovýchovná jednota Gottwaldov)
- 1989 – SK Zlín (Sportovní klub Zlín)
- 1990 – FC Svit Zlín (Football Club Svit Zlín, a.s.)
- 1996 – FC Zlín (Football Club Zlín, a.s.)
- 1997 – FK Svit Zlín (Fotbalový klub Svit Zlín, a.s.)
- 2001 – FK Zlín (Fotbalový klub Zlín, a.s.)
- 2002 – FC Tescoma Zlín (Football Club Tescoma Zlín, a.s.)
- 2012 – FC Fastav Zlín, a.s. (Football Club Fastav Zlín, a.s.)
- 2022 – FC Trinity Zlín, a.s. (Football Club Trinity Zlín, a.s.)
- 2023 – FC Zlín, a.s. (Football Club Zlín, a.s.)

## Soupiska
| #  | Pozice | Hráč                   |
| -- | ------ | ---------------------- |
| 1  | B      | Samuel Belaník         |
| 4  | Z      | Tom Ulbrich            |
| 6  | Z      | Joss Didiba            |
| 8  | Z      | David Machalík         |
| 10 | Ú      | Lukáš Buchvaldek       |
| 11 | Ú      | Zviad Natchkebia       |
| 14 | Ú      | Stanley Guzorochi Kanu |
| 15 | Ú      | Matěj Koubek           |
| 16 | Z      | Stanislav Petruta      |
| 17 | B      | Stanislav Dostál       |
| 19 | Z      | Cletus Nombil          |
| 20 | Z      | André Lopes            |
| 22 | O      | Michal Fukala          |

| #  | Pozice | Hráč            |
| -- | ------ | --------------- |
| 23 | O      | Miloš Kopečný   |
| 24 | O      | Jakub Černín    |
| 26 | Z      | Michal Cupák    |
| 28 | O      | Jakub Kolář     |
| 30 | Ú      | Lukáš Bránecký  |
| 31 | O      | Lukáš Bartošák  |
| 34 | B      | Milan Knobloch  |
| 36 | Z      | Radek Ovesný    |
| 39 | O      | Antonín Křapka  |
| 64 | B      | Štěpán Bachůrek |
| 82 | Z      | Marián Pišoja   |
| 88 | Ú      | Tomáš Poznar    |
| 91 | O      | Jan Kalabiška   |

### Změny v kádru v letním přestupovém období 2025-2026
| Příchody |             |                |     |                            |            |
| Poz.     | Nár.        | Hráč           | Věk | Odkud přišel               | Typ        |
| O        | Slovensko   | Marián Pišoja  | 25  | MFK Dukla Banská Bystrica  | přestup    |
| O        | Česko       | Antonín Křapka | 31  | Bohemians Praha 1905       | přestup    |
| O        | Portugalsko | André Lopes    | 23  | FC Porto B                 | přestup    |
| O        | Česko       | Jan Kalabiška  | 38  | FK Pardubice               | přestup    |
| O        | Česko       | Michal Fukala  | 21  | FC Baník Ostrava           | přestup    |
| Z        | Česko       | Tom Ulbrich    | 27  | MFK Vyškov                 | přestup    |
| B        | Slovensko   | Samuel Belaník | 21  | MŠK Žilina                 | přestup    |
| Z        | Česko       | Michal Cupák   | 26  | SK Hanácká Slavia Kroměříž | přestup    |
| B        | Česko       | Milan Knobloch | 32  | Česko                      | volný hráč |

| Odchody |           |                     |     |                            |               |
| Poz.    | Nár.      | Hráč                | Věk | Kam odešel                 | Typ           |
| Z       | Srbsko    | Vukadin Vukadinović | 34  | SK Artis Brno              | přestup       |
| O       | Česko     | Dominik Simerský    | 32  | FC Baník Ostrava B         | přestup       |
| Z       | Česko     | Rudolf Reiter       | 30  | FK Viktoria Žižkov         | přestup       |
| Z       | Česko     | David Tkáč          | 22  | SK Sigma Olomouc           | přestup       |
| B       | Slovensko | Matej Rakovan       | 35  | Česko                      | konec smlouvy |
| O       | Česko     | Patrik Kulíšek      | 22  | SK Hanácká Slavia Kroměříž | přestup       |
| Ú       | Česko     | Patrik Brandner     | 31  | FK Viktoria Žižkov         | přestup       |
| O       | Slovinsko | Tilen Ščernjavić    | 21  | NK Rudar Velenje           | přestup       |
| Ú       | Senegal   | El Hadji Ndiaye     | 31  | SFC Opava                  | hostování     |
| Z       | Česko     | Šimon Polášek       | 21  | 1. SK Prostějov            | hostování     |

### B-tým
Soupiska rezervního týmu, který nastupuje v MSFL
| # | Pozice | Hráč            |
| - | ------ | --------------- |
|   | B      | Štěpán Bachůrek |
|   | B      | Erik Slezák     |
|   | O      | Matyáš Hartman  |
|   | O      | Petr Hönig      |
|   | O      | Filip Jura      |
|   | O      | Patrik Kulíšek  |
|   | O      | Šimon Polášek   |
|   | O      | Matěj Slouk     |
|   | O      | Tobiáš Slovák   |

| # | Pozice | Hráč           |
| - | ------ | -------------- |
|   | Z      | Dalyn Červinka |
|   | Z      | Martin Mlýnek  |
|   | Z      | Vít Mlýnek     |
|   | Z      | Marek Švach    |
|   | Ú      | Libor Bobčík   |
|   | Ú      | Tomáš Fojtů    |
|   | Ú      | Martin Frolek  |
|   | Ú      | Radim Hamalčík |
|   | Ú      | Radek Ovesný   |

## Umístění v jednotlivých sezonách
Stručný přehled
Zdroj: 
- 1934–1938: Moravskoslezská divize
- 1938–1939: Státní liga
- 1939–1944: Národní liga
- 1945–1946: Státní liga – sk. A
- 1946–1947: Státní liga
- 1947–1948: Moravskoslezská divize
- 1948: Zemská soutěž – sk. C
- 1949: Oblastní soutěž – sk. C
- 1950: Celostátní československé mistrovství II
- 1951: Mistrovství československé republiky
- 1952: Krajská soutěž - Gottwaldov
- 1953: Přebor československé republiky
- 1954: Celostátní československá soutěž – sk. B
- 1955–1956: Oblastní soutěž – sk. D
- 1957–1969: 2. liga – sk. B
- 1969–1971: 1. liga
- 1971–1973: 2. liga
- 1973–1977: 3. liga – sk. B
- 1977–1981: 1. ČNFL – sk. B
- 1981–1982: 2. ČNFL – sk. B
- 1982–1991: 1. ČNFL
- 1991–1993: Českomoravská fotbalová liga
- 1993–1996: 1. liga
- 1996–2002: 2. liga
- 2002–2009: 1. liga
- 2009–2012: 2. liga
- 2012–2015: Fotbalová národní liga
- 2015–2024 : 1. liga
- 2024–2025: 2. liga
- 2025– : 1. liga

Jednotlivé ročníky
Zdroj: 
Legenda: Z - zápasy, V - výhry, R - remízy, P - porážky, VG - vstřelené góly, OG - obdržené góly, +/- - rozdíl skóre, B - body, červené podbarvení - sestup, zelené podbarvení - postup, fialové podbarvení - reorganizace, přesun do jiné soutěže či skupiny
| Československo (1934 – 1938)             |                                          |                           |                           |                           |                           |                           |                           |                           |                           |                           |                           |
| Sezóny                                   | Liga                                     | Úroveň                    | Z                         | V                         | R                         | P                         | VG                        | OG                        | +/-                       | B                         | Pozice                    |
| 1934/35                                  | Moravskoslezská divize                   | 2                         | 14                        | 6                         | 2                         | 6                         | 34                        | 34                        | 0                         | 14                        | 3.                        |
| 1935/36                                  | Moravskoslezská divize                   | 2                         | 22                        | 15                        | 4                         | 3                         | 77                        | 27                        | +50                       | 34                        | 1.                        |
| 1936/37                                  | Moravskoslezská divize                   | 2                         | 22                        | 16                        | 2                         | 4                         | 86                        | 26                        | +60                       | 34                        | 2.                        |
| 1937/38                                  | Moravskoslezská divize                   | 2                         | 26                        | 25                        | 1                         | 0                         | 130                       | 18                        | +112                      | 51                        | 1.                        |
| 1938/39                                  | Státní liga                              | 1                         | 20                        | 9                         | 3                         | 8                         | 50                        | 52                        | -2                        | 21                        | 5.                        |
| Protektorát Čechy a Morava (1939 – 1944) |                                          |                           |                           |                           |                           |                           |                           |                           |                           |                           |                           |
| Sezóna                                   | Liga                                     | Úroveň                    | Z                         | V                         | R                         | P                         | VG                        | OG                        | +/-                       | B                         | Pozice                    |
| 1939/40                                  | Národní liga                             | 1                         | 22                        | 10                        | 3                         | 9                         | 52                        | 63                        | -9                        | 23                        | 4.                        |
| 1940/41                                  | Národní liga                             | 1                         | 22                        | 9                         | 4                         | 9                         | 49                        | 57                        | -8                        | 22                        | 7.                        |
| 1941/42                                  | Národní liga                             | 1                         | 22                        | 9                         | 4                         | 9                         | 60                        | 59                        | +1                        | 22                        | 6.                        |
| 1942/43                                  | Národní liga                             | 1                         | 22                        | 11                        | 3                         | 8                         | 72                        | 56                        | +16                       | 25                        | 3.                        |
| 1943/44                                  | Národní liga                             | 1                         | 26                        | 14                        | 4                         | 8                         | 81                        | 61                        | +20                       | 32                        | 3.                        |
| 1944/45                                  | Fotbalová liga se nehrála                | Fotbalová liga se nehrála | Fotbalová liga se nehrála | Fotbalová liga se nehrála | Fotbalová liga se nehrála | Fotbalová liga se nehrála | Fotbalová liga se nehrála | Fotbalová liga se nehrála | Fotbalová liga se nehrála | Fotbalová liga se nehrála | Fotbalová liga se nehrála |
| Československo (1945 – 1993)             |                                          |                           |                           |                           |                           |                           |                           |                           |                           |                           |                           |
| Sezóna                                   | Liga                                     | Úroveň                    | Z                         | V                         | R                         | P                         | VG                        | OG                        | +/-                       | B                         | Pozice                    |
| 1945/46                                  | Státní liga – sk. A                      | 1                         | 18                        | 11                        | 1                         | 6                         | 66                        | 44                        | +22                       | 23                        | 2.                        |
| 1946/47                                  | Státní liga                              | 1                         | 26                        | 9                         | 4                         | 13                        | 63                        | 66                        | -3                        | 22                        | 10.                       |
| 1947/48                                  | Moravskoslezská divize                   | 2                         | 30                        | 21                        | 3                         | 6                         | 126                       | 50                        | +76                       | 45                        | 2.                        |
| 1948                                     | Zemská soutěž – sk. C                    | 2                         | 11                        | 6                         | 1                         | 4                         | 48                        | 21                        | +27                       | 13                        | 3.                        |
| 1949                                     | Oblastní soutěž – sk. C                  | 2                         | 26                        | 18                        | 6                         | 2                         | 111                       | 30                        | +81                       | 42                        | 2.                        |
| 1950                                     | Celostátní československé mistrovství II | 2                         | 22                        | 13                        | 3                         | 6                         | 71                        | 37                        | +34                       | 29                        | 2.                        |
| 1951                                     | Mistrovství československé republiky     | 1                         | 26                        | 9                         | 5                         | 12                        | 62                        | 50                        | +12                       | 23                        | 12.                       |
| 1952                                     | Krajská soutěž - Gottwaldov              | 2                         | 22                        | 20                        | 1                         | 1                         | 107                       | 17                        | +90                       | 41                        | 1.                        |
| 1953                                     | Přebor československé republiky          | 1                         | 13                        | 2                         | 2                         | 9                         | 18                        | 34                        | -16                       | 11                        | 13.                       |
| 1954                                     | Celostátní československá soutěž – sk. B | 2                         | 18                        | 9                         | 4                         | 5                         | 25                        | 21                        | +4                        | 22                        | 4.                        |
| 1955                                     | Oblastní soutěž – sk. D                  | 2                         | 22                        | 7                         | 2                         | 13                        | 36                        | 56                        | -20                       | 16                        | 2.                        |
| 1956                                     | Oblastní soutěž – sk. D                  | 2                         | 22                        | 16                        | 3                         | 3                         | 63                        | 16                        | +47                       | 35                        | 1.                        |
| 1957/58                                  | 2. liga – sk. B                          | 2                         | 33                        | 15                        | 8                         | 10                        | 50                        | 45                        | +5                        | 38                        | 4.                        |
| 1958/59                                  | 2. liga – sk. B                          | 2                         | 26                        | 12                        | 8                         | 6                         | 47                        | 26                        | +21                       | 32                        | 2.                        |
| 1959/60                                  | 2. liga – sk. B                          | 2                         | 26                        | 8                         | 4                         | 14                        | 36                        | 44                        | -8                        | 20                        | 11.                       |
| 1960/61                                  | 2. liga – sk. B                          | 2                         | 22                        | 13                        | 2                         | 7                         | 57                        | 29                        | +26                       | 28                        | 3.                        |
| 1961/62                                  | 2. liga – sk. B                          | 2                         | 22                        | 8                         | 5                         | 9                         | 46                        | 44                        | +2                        | 21                        | 7.                        |
| 1962/63                                  | 2. liga – sk. B                          | 2                         | 26                        | 7                         | 9                         | 10                        | 40                        | 49                        | -9                        | 23                        | 10.                       |
| 1963/64                                  | 2. liga – sk. B                          | 2                         | 26                        | 14                        | 6                         | 6                         | 58                        | 31                        | +27                       | 34                        | 3.                        |
| 1964/65                                  | 2. liga – sk. B                          | 2                         | 26                        | 10                        | 9                         | 7                         | 37                        | 24                        | +13                       | 29                        | 5.                        |
| 1965/66                                  | 2. liga – sk. B                          | 2                         | 26                        | 11                        | 5                         | 10                        | 39                        | 33                        | +6                        | 27                        | 5.                        |
| 1966/67                                  | 2. liga – sk. B                          | 2                         | 26                        | 10                        | 5                         | 11                        | 40                        | 45                        | -5                        | 25                        | 9.                        |
| 1967/68                                  | 2. liga – sk. B                          | 2                         | 26                        | 11                        | 3                         | 12                        | 34                        | 40                        | -6                        | 25                        | 8.                        |
| 1968/69                                  | 2. liga – sk. B                          | 2                         | 26                        | 15                        | 4                         | 7                         | 37                        | 19                        | +18                       | 34                        | 2.                        |
| 1969/70                                  | 1. liga                                  | 1                         | 30                        | 8                         | 7                         | 15                        | 28                        | 45                        | -17                       | 23                        | 14.                       |
| 1970/71                                  | 1. liga                                  | 1                         | 30                        | 5                         | 6                         | 19                        | 30                        | 56                        | -26                       | 16                        | 16.                       |
| 1971/72                                  | 2. liga                                  | 2                         | 30                        | 10                        | 10                        | 10                        | 34                        | 34                        | 0                         | 30                        | 9.                        |
| 1972/73                                  | 2. liga                                  | 2                         | 30                        | 10                        | 7                         | 13                        | 29                        | 30                        | -1                        | 27                        | 14.                       |
| 1973/74                                  | 3. liga – sk. B                          | 3                         | 30                        | 15                        | 8                         | 7                         | 45                        | 27                        | +18                       | 38                        | 2.                        |
| 1974/75                                  | 3. liga – sk. B                          | 3                         | 30                        | 20                        | 3                         | 7                         | 57                        | 25                        | +32                       | 43                        | 3.                        |
| 1975/76                                  | 3. liga – sk. B                          | 3                         | 30                        | 14                        | 7                         | 9                         | 34                        | 25                        | +9                        | 35                        | 3.                        |
| 1976/77                                  | 3. liga – sk. B                          | 3                         | 30                        | 17                        | 7                         | 6                         | 50                        | 28                        | +22                       | 41                        | 1.                        |
| 1977/78                                  | 1. ČNFL – sk. B                          | 2                         | 30                        | 10                        | 8                         | 12                        | 36                        | 39                        | -3                        | 28                        | 10.                       |
| 1978/79                                  | 1. ČNFL – sk. B                          | 2                         | 30                        | 10                        | 7                         | 13                        | 30                        | 36                        | -6                        | 27                        | 14.                       |
| 1979/80                                  | 1. ČNFL – sk. B                          | 2                         | 30                        | 12                        | 6                         | 12                        | 40                        | 41                        | -1                        | 30                        | 8.                        |
| 1980/81                                  | 1. ČNFL – sk. B                          | 2                         | 30                        | 6                         | 4                         | 20                        | 28                        | 61                        | -33                       | 16                        | 15.                       |
| 1981/82                                  | 2. ČNFL – sk. B                          | 3                         | 30                        | 19                        | 6                         | 5                         | 50                        | 26                        | +24                       | 44                        | 1.                        |
| 1982/83                                  | 1. ČNFL                                  | 2                         | 30                        | 9                         | 10                        | 11                        | 27                        | 35                        | -8                        | 28                        | 13.                       |
| 1983/84                                  | 1. ČNFL                                  | 2                         | 30                        | 11                        | 4                         | 15                        | 43                        | 47                        | -4                        | 26                        | 13.                       |
| 1984/85                                  | 1. ČNFL                                  | 2                         | 30                        | 14                        | 3                         | 13                        | 41                        | 41                        | 0                         | 31                        | 8.                        |
| 1985/86                                  | 1. ČNFL                                  | 2                         | 30                        | 14                        | 5                         | 11                        | 37                        | 33                        | +4                        | 33                        | 8.                        |
| 1986/87                                  | 1. ČNFL                                  | 2                         | 30                        | 11                        | 7                         | 12                        | 31                        | 41                        | -10                       | 29                        | 8.                        |
| 1987/88                                  | 1. ČNFL                                  | 2                         | 28                        | 12                        | 6                         | 10                        | 28                        | 23                        | +5                        | 30                        | 5.                        |
| 1988/89                                  | 1. ČNFL                                  | 2                         | 30                        | 9                         | 7                         | 14                        | 36                        | 40                        | -4                        | 25                        | 12.                       |
| 1989/90                                  | 1. ČNFL                                  | 2                         | 30                        | 11                        | 7                         | 12                        | 38                        | 43                        | -5                        | 29                        | 11.                       |
| 1990/91                                  | 1. ČNFL                                  | 2                         | 30                        | 15                        | 8                         | 7                         | 45                        | 38                        | +7                        | 38                        | 3.                        |
| 1991/92                                  | Českomoravská fotbalová liga             | 2                         | 30                        | 14                        | 7                         | 9                         | 45                        | 31                        | +14                       | 35                        | 3.                        |
| 1992/93                                  | Českomoravská fotbalová liga             | 2                         | 30                        | 14                        | 8                         | 8                         | 44                        | 32                        | +12                       | 36                        | 6.                        |
| Česko (1993 – )                          |                                          |                           |                           |                           |                           |                           |                           |                           |                           |                           |                           |
| Sezóna                                   | Liga                                     | Úroveň                    | Z                         | V                         | R                         | P                         | VG                        | OG                        | +/-                       | B                         | Pozice                    |
| 1993/94                                  | 1. liga                                  | 1                         | 30                        | 10                        | 7                         | 13                        | 37                        | 48                        | -11                       | 27                        | 11.                       |
| 1994/95                                  | 1. liga                                  | 1                         | 30                        | 8                         | 6                         | 14                        | 21                        | 40                        | -19                       | 30                        | 11.                       |
| 1995/96                                  | 1. liga                                  | 1                         | 30                        | 6                         | 9                         | 15                        | 17                        | 38                        | -21                       | 27                        | 15.                       |
| 1996/97                                  | 2. liga                                  | 2                         | 30                        | 12                        | 12                        | 6                         | 55                        | 33                        | +22                       | 48                        | 3.                        |
| 1997/98                                  | 2. liga                                  | 2                         | 28                        | 10                        | 13                        | 5                         | 42                        | 27                        | +15                       | 43                        | 5.                        |
| 1998/99                                  | 2. liga                                  | 2                         | 30                        | 10                        | 6                         | 14                        | 26                        | 33                        | -7                        | 36                        | 8.                        |
| 1999/00                                  | 2. liga                                  | 2                         | 30                        | 10                        | 11                        | 9                         | 44                        | 33                        | +11                       | 41                        | 8.                        |
| 2000/01                                  | 2. liga                                  | 2                         | 30                        | 13                        | 10                        | 7                         | 40                        | 24                        | +16                       | 49                        | 5.                        |
| 2001/02                                  | 2. liga                                  | 2                         | 30                        | 18                        | 10                        | 2                         | 56                        | 24                        | +32                       | 64                        | 2.                        |
| 2002/03                                  | Gambrinus liga                           | 1                         | 30                        | 11                        | 9                         | 10                        | 34                        | 41                        | -7                        | 42                        | 7.                        |
| 2003/04                                  | Gambrinus liga                           | 1                         | 30                        | 12                        | 5                         | 13                        | 31                        | 39                        | -8                        | 41                        | 7.                        |
| 2004/05                                  | Gambrinus liga                           | 1                         | 30                        | 7                         | 12                        | 11                        | 29                        | 35                        | -6                        | 33                        | 10.                       |
| 2005/06                                  | Gambrinus liga                           | 1                         | 30                        | 8                         | 11                        | 11                        | 27                        | 33                        | -6                        | 35                        | 11.                       |
| 2006/07                                  | Gambrinus liga                           | 1                         | 30                        | 5                         | 12                        | 13                        | 21                        | 34                        | -13                       | 27                        | 13.                       |
| 2007/08                                  | Gambrinus liga                           | 1                         | 30                        | 10                        | 8                         | 12                        | 28                        | 31                        | -3                        | 38                        | 8.                        |
| 2008/09                                  | Gambrinus liga                           | 1                         | 30                        | 7                         | 8                         | 15                        | 26                        | 49                        | -23                       | 29                        | 15.                       |
| 2009/10                                  | 2. liga                                  | 2                         | 30                        | 17                        | 5                         | 8                         | 49                        | 33                        | +16                       | 56                        | 3.                        |
| 2010/11                                  | 2. liga                                  | 2                         | 30                        | 11                        | 5                         | 14                        | 46                        | 45                        | +1                        | 38                        | 11.                       |
| 2011/12                                  | 2. liga                                  | 2                         | 30                        | 9                         | 9                         | 12                        | 28                        | 36                        | -8                        | 36                        | 11.                       |
| 2012/13                                  | Fotbalová národní liga                   | 2                         | 30                        | 14                        | 6                         | 10                        | 49                        | 37                        | +12                       | 48                        | 6.                        |
| 2013/14                                  | Fotbalová národní liga                   | 2                         | 30                        | 10                        | 7                         | 13                        | 33                        | 30                        | +3                        | 37                        | 10.                       |
| 2014/15                                  | Fotbalová národní liga                   | 2                         | 30                        | 16                        | 7                         | 7                         | 53                        | 32                        | +21                       | 55                        | 3.                        |
| 2015/16                                  | Synot liga                               | 1                         | 30                        | 7                         | 9                         | 14                        | 34                        | 50                        | -16                       | 30                        | 13.                       |
| 2016/17                                  | ePojisteni.cz liga                       | 1                         | 30                        | 11                        | 8                         | 11                        | 34                        | 35                        | −1                        | 41                        | 6.                        |
| 2017/18                                  | HET liga                                 | 1                         | 30                        | 8                         | 9                         | 13                        | 31                        | 48                        | −17                       | 33                        | 10.                       |
| 2018/19                                  | Fortuna:Liga                             | 1                         | 30                        | 12                        | 3                         | 15                        | 32                        | 40                        | −8                        | 39                        | 9.                        |
| 2019/20                                  | Fortuna:Liga                             | 1                         | 33                        | 9                         | 6                         | 18                        | 30                        | 52                        | −22                       | 33                        | 13.                       |
| 2020/21                                  | Fortuna:Liga                             | 1                         | 34                        | 8                         | 8                         | 18                        | 30                        | 50                        | -20                       | 32                        | 14.                       |
| 2021/22                                  | Fortuna:Liga                             | 1                         | 35                        | 9                         | 9                         | 17                        | 43                        | 60                        | -17                       | 36                        | 12.                       |
| 2022/23                                  | Fortuna:Liga                             | 1                         | 35                        | 7                         | 13                        | 15                        | 43                        | 60                        | -17                       | 34                        | 15.                       |
| 2023/24                                  | Fortuna:Liga                             | 1                         | 35                        | 5                         | 12                        | 18                        | 40                        | 69                        | -29                       | 27                        | 16.                       |
| 2024/25                                  | Chance Národní liga                      | 2                         | 35                        | 21                        | 8                         | 1                         | 45                        | 14                        | +31                       | 71                        | 1.                        |

Poznámky:
- 1935/36: V kvalifikačním turnaji vítězů divizí skončil Zlín na 3. místě, do nejvyšší soutěže tak nepostoupil.
- 1946/47: SK Baťa Zlín byl za machinace s výsledky pro další ročník seslán do divize.
- 1950: Po sezoně byla zrušena 2. liga (1951 a 1952 se nehrála), opět zavedena až 1953.
- 1953: Tento ročník byl hrán jednokolově.
- 1968/69: Po sezoně proběhla celková reorganizace soutěží.
- 1992/93: Po sezoně proběhla celková reorganizace soutěží z důvodu rozpadu Československa.
- 2014/15: Zlín postoupil z třetího místa, kvůli odmítnutí Varnsdorfu (druhé místo v FNL) postoupit do nejvyšší soutěže.
- 2018/19: Klub se zúčastnil play-off o evropské poháry. V semifinále se utkal s Olomoucí, kterou vyřadil až díky pravidlu venkovních gólů po venkovní prohře 2:3 s celkovým skóre 3:3. V následném finále této části nadstavby poté podlehl Mladé Boleslavi celkovým poměrem 3:4. Celkově tak Zlín skončil na 8. místě.

## Účast v evropských pohárech
Legenda: SEP – Středoevropský pohár, VP – Veletržní pohár, PMEZ – Pohár mistrů evropských zemí, PVP – Pohár vítězů pohárů, LM – Liga mistrů UEFA, UEFA – Pohár UEFA, EL – Evropská liga UEFA, SP – Superpohár UEFA, PI – Pohár Intertoto, IP – Interkontinentální pohár, MS – Mistrovství světa ve fotbale klubů
- PVP 1970/1971 – 1. kolo
- PI 2004 – 3. kolo
- PI 2005 – 2. kolo
- EL 2017/2018 – Základní skupina F (4. místo)

## Fotogalerie

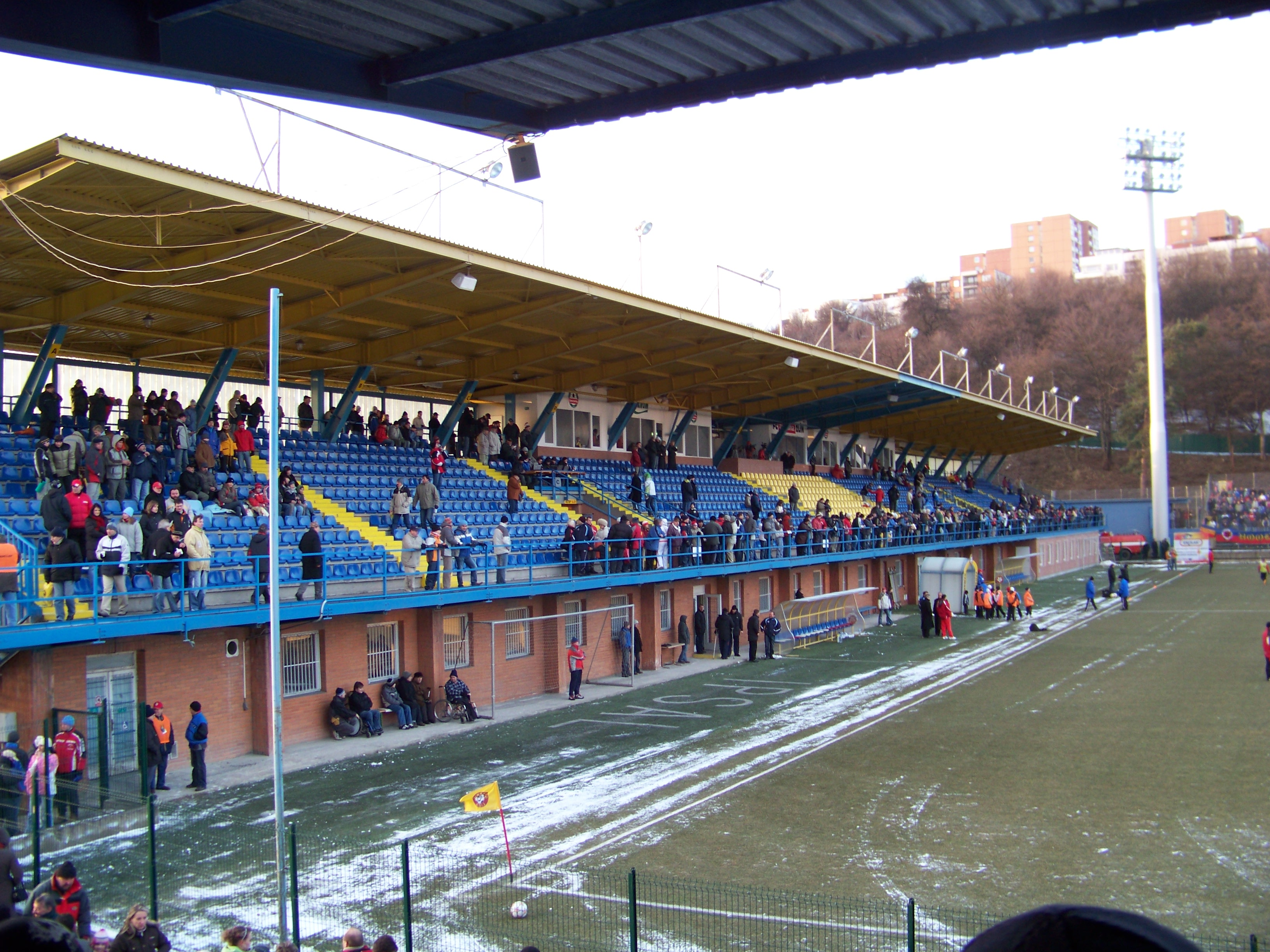
Západní tribuna stadionu Letná
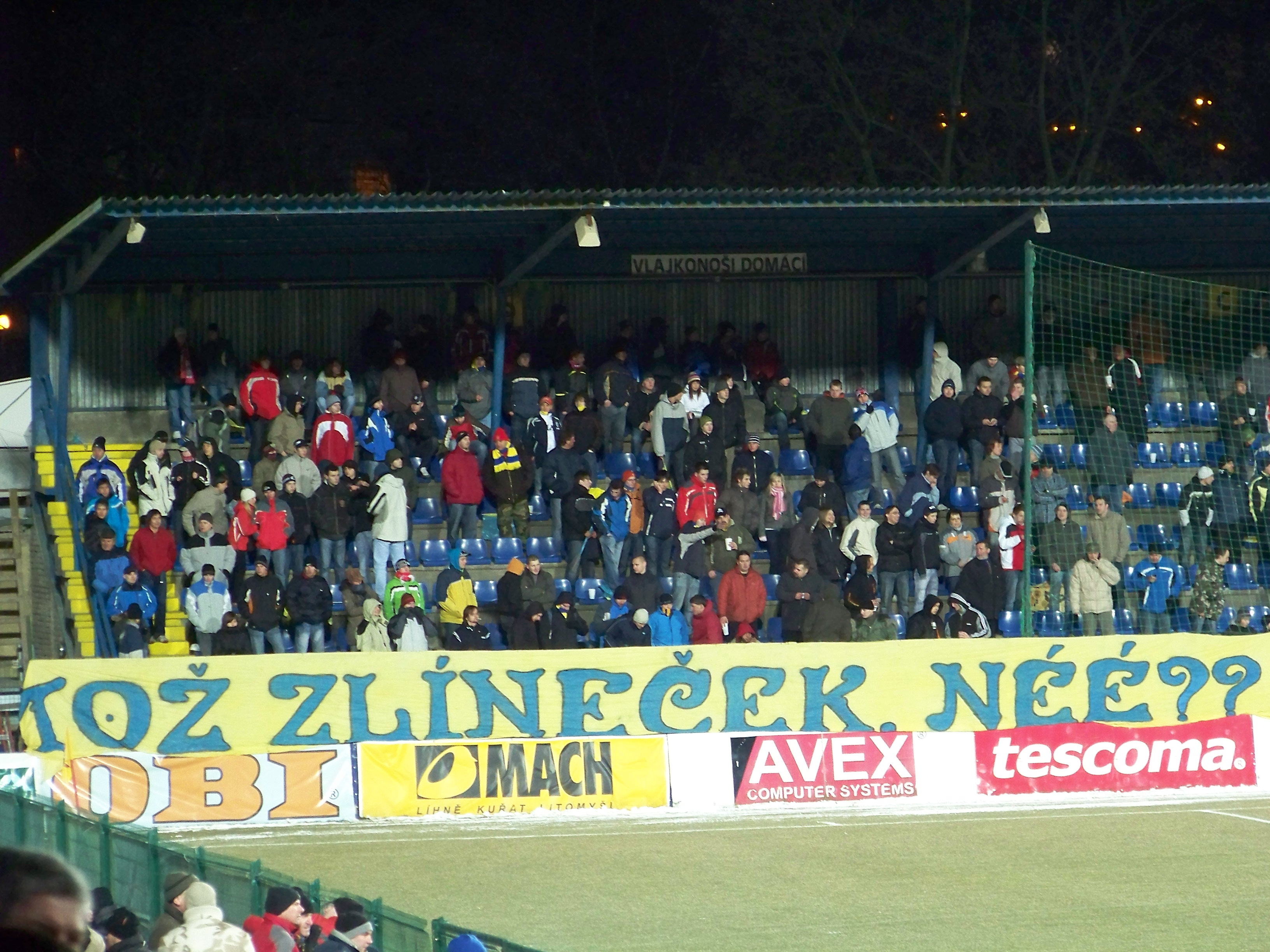
Fanoušci Zlína během domácího utkání

## FC Zlín „B“
FC Zlín „B“ je rezervní tým Zlína, který působí v Moravskoslezské fotbalové lize (3. nejvyšší soutěž). Rezervní týmy ligových klubů byly před začátkem sezóny 2017/18 rozpuštěny. Místo toho hrála zlínská rezerva Juniorskou ligu. K obnovení rezervního týmu došlo po zrušení této mládežnické ligy v roce 2019.

### Umístění v jednotlivých sezonách
Stručný přehled
Zdroj: 
- 1939–1940: I. A třída HHŽF (Hameleho hanácká župa footballová)
- 1940–1948: Moravskoslezská divize
- 1948: Zemská soutěž – sk. C
- 1949–1950: Oblastní soutěž – sk. C
- 1951–1952: Krajská soutěž - Gottwaldov
- 1958–1960: Oblastní soutěž – sk. D
- 1960–1965: Jihomoravský krajský přebor
- 1965–1967: Divize D
- 1967–1969: Jihomoravský oblastní přebor
- 1969–1970: Divize D
- 1970–1972: Středomoravský župní přebor
- 1972–1976: Jihomoravský krajský přebor
- 1976–1977: I. A třída Jihomoravského kraje – sk. B
- 1977–1980: Jihomoravský krajský přebor
- 1980–1982: I. A třída Jihomoravského kraje – sk. B
- 1982–1983: Jihomoravský krajský přebor
- 1983–1986: Jihomoravský krajský přebor – sk. B
- 1986–1991: Jihomoravský krajský přebor
- 1991–2002: Divize D
- 2002–2009: Moravskoslezská fotbalová liga
- 2009–2010: Divize D
- 2010–2017: Moravskoslezská fotbalová liga
- 2017–2019: bez soutěže
- 2019– : Moravskoslezská fotbalová liga

Jednotlivé ročníky
Zdroj: 
Legenda: Z - zápasy, V - výhry, R - remízy, P - porážky, VG - vstřelené góly, OG - obdržené góly, +/- - rozdíl skóre, B - body, červené podbarvení - sestup, zelené podbarvení - postup, fialové podbarvení - reorganizace, přesun do jiné soutěže či skupiny
| Protektorát Čechy a Morava (1939 – 1944) |                                             |                                             |                                             |                                             |                                             |                                             |                                             |                                             |                                             |                                             |                                             |                                             |
| Sezóny                                   | Liga                                        | Úroveň                                      | Z                                           | V                                           | R                                           | P                                           | VG                                          | OG                                          | +/-                                         | B                                           | Pozice                                      |                                             |
| 1939/40                                  | I. A třída HHŽF                             | 3                                           | 22                                          | 16                                          | 2                                           | 4                                           | 65                                          | 21                                          | +44                                         | 34                                          | 1.                                          |                                             |
| 1940/41                                  | Moravskoslezská divize                      | 2                                           | 26                                          | 10                                          | 5                                           | 11                                          | 76                                          | 73                                          | +3                                          | 35                                          | 8.                                          |                                             |
| 1941/42                                  | Moravskoslezská divize                      | 2                                           | 26                                          | 14                                          | 5                                           | 7                                           | 84                                          | 53                                          | +31                                         | 33                                          | 4.                                          |                                             |
| 1942/43                                  | Moravskoslezská divize                      | 2                                           | 26                                          | 10                                          | 1                                           | 15                                          | 77                                          | 73                                          | +4                                          | 21                                          | 10.                                         |                                             |
| 1943/44                                  | Moravskoslezská divize                      | 2                                           | 26                                          | 11                                          | 3                                           | 12                                          | 68                                          | 65                                          | +3                                          | 25                                          | 7.                                          |                                             |
| 1944/45                                  | Fotbalová soutěže se nehrály.               | Fotbalová soutěže se nehrály.               | Fotbalová soutěže se nehrály.               | Fotbalová soutěže se nehrály.               | Fotbalová soutěže se nehrály.               | Fotbalová soutěže se nehrály.               | Fotbalová soutěže se nehrály.               | Fotbalová soutěže se nehrály.               | Fotbalová soutěže se nehrály.               | Fotbalová soutěže se nehrály.               | Fotbalová soutěže se nehrály.               |                                             |
| Československo (1945 – 1993)             |                                             |                                             |                                             |                                             |                                             |                                             |                                             |                                             |                                             |                                             |                                             |                                             |
| Sezóna                                   | Liga                                        | Úroveň                                      | Z                                           | V                                           | R                                           | P                                           | VG                                          | OG                                          | +/-                                         | B                                           | Pozice                                      |                                             |
| 1945/46                                  | Moravskoslezská divize                      | 2                                           | 30                                          | 14                                          | 4                                           | 12                                          | 64                                          | 62                                          | +2                                          | 32                                          | 8.                                          |                                             |
| 1946/47                                  | Moravskoslezská divize                      | 2                                           | 26                                          | 10                                          | 6                                           | 10                                          | 58                                          | 52                                          | +6                                          | 26                                          | 4.                                          |                                             |
| 1947/48                                  | Moravskoslezská divize                      | 2                                           | 30                                          | 21                                          | 3                                           | 6                                           | 126                                         | 50                                          | +76                                         | 45                                          | 2.                                          |                                             |
| 1948                                     | Zemská soutěž – sk. C                       | 2                                           | 11                                          | 6                                           | 1                                           | 4                                           | 25                                          | 24                                          | +1                                          | 13                                          | 5.                                          |                                             |
| 1949                                     | Oblastní soutěž – sk. C                     | 2                                           | 26                                          | 13                                          | 4                                           | 9                                           | 60                                          | 54                                          | +6                                          | 30                                          | 5.                                          |                                             |
| 1950                                     | Oblastní soutěž – sk. C                     | 2                                           | 22                                          | 13                                          | 2                                           | 7                                           | 63                                          | 38                                          | +25                                         | 28                                          | 4.                                          |                                             |
| 1951                                     | Krajská soutěž - Gottwaldov                 | 2                                           | 17                                          | 14                                          | 2                                           | 1                                           | 60                                          | 25                                          | +35                                         | 30                                          | 5.                                          |                                             |
| 1952                                     | Krajská soutěž - Gottwaldov                 | 2                                           | 22                                          | 10                                          | 4                                           | 8                                           | 51                                          | 44                                          | +7                                          | 24                                          | 3.                                          |                                             |
| ...                                      |                                             |                                             |                                             |                                             |                                             |                                             |                                             |                                             |                                             |                                             |                                             |                                             |
| 1958/59                                  | Oblastní soutěž – sk. D                     | 3                                           | 26                                          | 14                                          | 1                                           | 11                                          | 60                                          | 47                                          | +13                                         | 29                                          | 5.                                          |                                             |
| 1959/60                                  | Oblastní soutěž – sk. D                     | 3                                           | 28                                          | 14                                          | 7                                           | 7                                           | 71                                          | 37                                          | +34                                         | 35                                          | 3.                                          |                                             |
| 1960/61                                  | Jihomoravský krajský přebor                 | 3                                           | 26                                          | 12                                          | 6                                           | 8                                           | 62                                          | 47                                          | +15                                         | 30                                          | 5.                                          |                                             |
| 1961/62                                  | Jihomoravský krajský přebor                 | 3                                           | 26                                          | 9                                           | 5                                           | 12                                          | 49                                          | 45                                          | +4                                          | 23                                          | 8.                                          |                                             |
| 1962/63                                  | Jihomoravský krajský přebor                 | 3                                           | 26                                          | 10                                          | 7                                           | 9                                           | 47                                          | 54                                          | -7                                          | 27                                          | 8.                                          |                                             |
| 1963/64                                  | Jihomoravský krajský přebor                 | 3                                           | 26                                          | 9                                           | 5                                           | 12                                          | 38                                          | 52                                          | -14                                         | 23                                          | 10.                                         |                                             |
| 1964/65                                  | Jihomoravský krajský přebor                 | 3                                           | 26                                          | 12                                          | 6                                           | 8                                           | 48                                          | 34                                          | +14                                         | 30                                          | 10.                                         |                                             |
| 1965/66                                  | Divize D                                    | 3                                           | 26                                          | 11                                          | 4                                           | 11                                          | 42                                          | 46                                          | -4                                          | 26                                          | 5.                                          |                                             |
| 1966/67                                  | Divize D                                    | 3                                           | 26                                          | 2                                           | 5                                           | 19                                          | 27                                          | 73                                          | -46                                         | 9                                           | 14.                                         |                                             |
| 1967/68                                  | Jihomoravský oblastní přebor                | 4                                           | 26                                          | 14                                          | 3                                           | 9                                           | 57                                          | 42                                          | +15                                         | 31                                          | 5.                                          |                                             |
| 1968/69                                  | Jihomoravský oblastní přebor                | 4                                           | 26                                          | 12                                          | 5                                           | 9                                           | 42                                          | 30                                          | +12                                         | 29                                          | 5.                                          |                                             |
| 1969/70                                  | Divize D                                    | 4                                           | 30                                          | 8                                           | 8                                           | 14                                          | 36                                          | 50                                          | -14                                         | 24                                          | 14.                                         |                                             |
| 1970/71                                  | Středomoravský župní přebor                 | 5                                           | 26                                          | 13                                          | 6                                           | 7                                           | 42                                          | 21                                          | +21                                         | 32                                          | 3.                                          |                                             |
| 1971/72                                  | Středomoravský župní přebor                 | 5                                           | 26                                          | 14                                          | 7                                           | 5                                           | 58                                          | 21                                          | +37                                         | 35                                          | 2.                                          |                                             |
| 1972/73                                  | Jihomoravský krajský přebor                 | 5                                           | 30                                          | 12                                          | 6                                           | 12                                          | 42                                          | 35                                          | +7                                          | 30                                          | 8.                                          |                                             |
| 1973/74                                  | Jihomoravský krajský přebor                 | 5                                           | 30                                          | 10                                          | 10                                          | 10                                          | 34                                          | 29                                          | +5                                          | 30                                          | 7.                                          |                                             |
| 1974/75                                  | Jihomoravský krajský přebor                 | 5                                           | 30                                          | 13                                          | 4                                           | 13                                          | 35                                          | 38                                          | -3                                          | 30                                          | 10.                                         |                                             |
| 1975/76                                  | Jihomoravský krajský přebor                 | 5                                           | 30                                          | 7                                           | 13                                          | 10                                          | 37                                          | 41                                          | -4                                          | 27                                          | 14.                                         |                                             |
| 1976/77                                  | I. A třída Jihomoravského kraje – sk. B     | 6                                           | ...                                         | ...                                         | ...                                         | ...                                         | ...                                         | ...                                         | ...                                         | ...                                         | 1.                                          |                                             |
| 1977/78                                  | Jihomoravský krajský přebor                 | 4                                           | 30                                          | 11                                          | 7                                           | 12                                          | 45                                          | 47                                          | -2                                          | 29                                          | 11.                                         |                                             |
| 1978/79                                  | Jihomoravský krajský přebor                 | 4                                           | 30                                          | 13                                          | 7                                           | 10                                          | 58                                          | 42                                          | +16                                         | 33                                          | 5.                                          |                                             |
| 1979/80                                  | Jihomoravský krajský přebor                 | 4                                           | 30                                          | 11                                          | 5                                           | 14                                          | 45                                          | 49                                          | -4                                          | 27                                          | 14.                                         |                                             |
| 1980/81                                  | I. A třída Jihomoravského kraje – sk. B     | 5                                           | 30                                          | 18                                          | 5                                           | 7                                           | 65                                          | 36                                          | +29                                         | 41                                          | 3.                                          |                                             |
| 1981/82                                  | I. A třída Jihomoravského kraje – sk. B     | 6                                           | ...                                         | ...                                         | ...                                         | ...                                         | ...                                         | ...                                         | ...                                         | ...                                         | 1.                                          |                                             |
| 1982/83                                  | Jihomoravský krajský přebor                 | 5                                           | 30                                          | 15                                          | 3                                           | 12                                          | 46                                          | 44                                          | +2                                          | 33                                          | 8.                                          |                                             |
| 1983/84                                  | Jihomoravský krajský přebor – sk. B         | 5                                           | 24                                          | 11                                          | 3                                           | 10                                          | 37                                          | 33                                          | +4                                          | 25                                          | 4.                                          |                                             |
| 1984/85                                  | Jihomoravský krajský přebor – sk. B         | 5                                           | 26                                          | 6                                           | 11                                          | 9                                           | 47                                          | 47                                          | 0                                           | 23                                          | 9.                                          |                                             |
| 1985/86                                  | Jihomoravský krajský přebor – sk. B         | 5                                           | 26                                          | 12                                          | 6                                           | 8                                           | 38                                          | 29                                          | +9                                          | 30                                          | 7.                                          |                                             |
| 1986/87                                  | Jihomoravský krajský přebor                 | 5                                           | 26                                          | 9                                           | 7                                           | 10                                          | 38                                          | 38                                          | 0                                           | 25                                          | 7.                                          |                                             |
| 1987/88                                  | Jihomoravský krajský přebor                 | 5                                           | 26                                          | 7                                           | 6                                           | 13                                          | 36                                          | 48                                          | -12                                         | 20                                          | 12.                                         |                                             |
| 1988/89                                  | Jihomoravský krajský přebor                 | 5                                           | 26                                          | 11                                          | 4                                           | 11                                          | 41                                          | 44                                          | -3                                          | 26                                          | 4.                                          |                                             |
| 1989/90                                  | Jihomoravský krajský přebor                 | 5                                           | 26                                          | 9                                           | 9                                           | 8                                           | 37                                          | 34                                          | +3                                          | 27                                          | 5.                                          |                                             |
| 1990/91                                  | Jihomoravský krajský přebor                 | 5                                           | 30                                          | 11                                          | 6                                           | 13                                          | 40                                          | 43                                          | -3                                          | 28                                          | 12.                                         |                                             |
| 1991/92                                  | Divize D                                    | 4                                           | 30                                          | 13                                          | 6                                           | 11                                          | 53                                          | 45                                          | +8                                          | 32                                          | 7.                                          |                                             |
| 1992/93                                  | Divize D                                    | 4                                           | 30                                          | 5                                           | 6                                           | 19                                          | 30                                          | 57                                          | -27                                         | 16                                          | 15.                                         |                                             |
| Česko (1993 – )                          |                                             |                                             |                                             |                                             |                                             |                                             |                                             |                                             |                                             |                                             |                                             |                                             |
| Sezóna                                   | Liga                                        | Úroveň                                      | Z                                           | V                                           | R                                           | P                                           | VG                                          | OG                                          | +/-                                         | B                                           | Pozice                                      |                                             |
| 1993/94                                  | Divize D                                    | 4                                           | 30                                          | 12                                          | 5                                           | 13                                          | 44                                          | 45                                          | -1                                          | 29                                          | 7.                                          |                                             |
| 1994/95                                  | Divize D                                    | 4                                           | 30                                          | 10                                          | 7                                           | 13                                          | 45                                          | 53                                          | -8                                          | 37                                          | 13.                                         |                                             |
| 1995/96                                  | Divize D                                    | 4                                           | 30                                          | 15                                          | 6                                           | 9                                           | 56                                          | 37                                          | +19                                         | 51                                          | 3.                                          |                                             |
| 1996/97                                  | Divize D                                    | 4                                           | 30                                          | 9                                           | 7                                           | 14                                          | 48                                          | 53                                          | -5                                          | 34                                          | 12.                                         |                                             |
| 1997/98                                  | Divize D                                    | 4                                           | 30                                          | 12                                          | 10                                          | 8                                           | 49                                          | 27                                          | +22                                         | 46                                          | 6.                                          |                                             |
| 1998/99                                  | Divize D                                    | 4                                           | 30                                          | 10                                          | 8                                           | 12                                          | 48                                          | 37                                          | +11                                         | 38                                          | 11.                                         |                                             |
| 1999/00                                  | Divize D                                    | 4                                           | 30                                          | 11                                          | 10                                          | 9                                           | 34                                          | 25                                          | +9                                          | 43                                          | 7.                                          |                                             |
| 2000/01                                  | Divize D                                    | 4                                           | 30                                          | 14                                          | 5                                           | 11                                          | 56                                          | 38                                          | +18                                         | 47                                          | 5.                                          |                                             |
| 2001/02                                  | Divize D                                    | 4                                           | 30                                          | 18                                          | 5                                           | 7                                           | 58                                          | 26                                          | +32                                         | 59                                          | 2.                                          |                                             |
| 2002/03                                  | Moravskoslezská fotbalová liga              | 3                                           | 30                                          | 8                                           | 9                                           | 13                                          | 27                                          | 46                                          | -19                                         | 33                                          | 13.                                         |                                             |
| 2003/04                                  | Moravskoslezská fotbalová liga              | 3                                           | 30                                          | 8                                           | 9                                           | 13                                          | 30                                          | 35                                          | -5                                          | 33                                          | 13.                                         |                                             |
| 2004/05                                  | Moravskoslezská fotbalová liga              | 3                                           | 30                                          | 16                                          | 5                                           | 9                                           | 49                                          | 37                                          | +12                                         | 53                                          | 4.                                          |                                             |
| 2005/06                                  | Moravskoslezská fotbalová liga              | 3                                           | 30                                          | 11                                          | 9                                           | 10                                          | 35                                          | 33                                          | +2                                          | 42                                          | 8.                                          |                                             |
| 2006/07                                  | Moravskoslezská fotbalová liga              | 3                                           | 30                                          | 13                                          | 8                                           | 9                                           | 38                                          | 27                                          | +11                                         | 47                                          | 6.                                          |                                             |
| 2007/08                                  | Moravskoslezská fotbalová liga              | 3                                           | 30                                          | 6                                           | 9                                           | 15                                          | 31                                          | 49                                          | -18                                         | 27                                          | 14.                                         |                                             |
| 2008/09                                  | Moravskoslezská fotbalová liga              | 3                                           | 30                                          | 8                                           | 9                                           | 13                                          | 38                                          | 48                                          | -10                                         | 33                                          | 14.                                         |                                             |
| 2009/10                                  | Divize E                                    | 4                                           | 30                                          | 18                                          | 7                                           | 5                                           | 81                                          | 33                                          | +48                                         | 61                                          | 1.                                          |                                             |
| 2010/11                                  | Moravskoslezská fotbalová liga              | 3                                           | 28                                          | 10                                          | 7                                           | 11                                          | 37                                          | 41                                          | -4                                          | 37                                          | 7.                                          |                                             |
| 2011/12                                  | Moravskoslezská fotbalová liga              | 3                                           | 30                                          | 11                                          | 4                                           | 15                                          | 50                                          | 48                                          | +2                                          | 37                                          | 10.                                         |                                             |
| 2012/13                                  | Moravskoslezská fotbalová liga              | 3                                           | 30                                          | 10                                          | 8                                           | 12                                          | 38                                          | 50                                          | -12                                         | 38                                          | 11.                                         |                                             |
| 2013/14                                  | Moravskoslezská fotbalová liga              | 3                                           | 30                                          | 8                                           | 10                                          | 12                                          | 39                                          | 49                                          | -10                                         | 34                                          | 13.                                         |                                             |
| 2014/15                                  | Moravskoslezská fotbalová liga              | 3                                           | 30                                          | 11                                          | 9                                           | 10                                          | 36                                          | 35                                          | +1                                          | 42                                          | 9.                                          |                                             |
| 2015/16                                  | Moravskoslezská fotbalová liga              | 3                                           | 30                                          | 11                                          | 9                                           | 10                                          | 41                                          | 47                                          | -6                                          | 42                                          | 10.                                         |                                             |
| 2016/17                                  | Moravskoslezská fotbalová liga              | 3                                           | 30                                          | 9                                           | 8                                           | 13                                          | 53                                          | 62                                          | −9                                          | 35                                          | 15.                                         |                                             |
| 2017–2019                                | B-mužstvo nebylo přihlášeno v žádné soutěži | B-mužstvo nebylo přihlášeno v žádné soutěži | B-mužstvo nebylo přihlášeno v žádné soutěži | B-mužstvo nebylo přihlášeno v žádné soutěži | B-mužstvo nebylo přihlášeno v žádné soutěži | B-mužstvo nebylo přihlášeno v žádné soutěži | B-mužstvo nebylo přihlášeno v žádné soutěži | B-mužstvo nebylo přihlášeno v žádné soutěži | B-mužstvo nebylo přihlášeno v žádné soutěži | B-mužstvo nebylo přihlášeno v žádné soutěži | B-mužstvo nebylo přihlášeno v žádné soutěži | B-mužstvo nebylo přihlášeno v žádné soutěži |
| ** 2019/20                               | Moravskoslezská fotbalová liga              | 3                                           | 18                                          | 4                                           | 2                                           | 12                                          | 20                                          | 34                                          | -14                                         | 14                                          | 17.                                         |                                             |
| ** 2020/21                               | Moravskoslezská fotbalová liga              | 3                                           | 10                                          | 2                                           | 4                                           | 4                                           | 14                                          | 19                                          | -5                                          | 10                                          | 15.                                         |                                             |
| 2021/22                                  | Moravskoslezská fotbalová liga              | 3                                           | 32                                          | 8                                           | 5                                           | 19                                          | 38                                          | 55                                          | -17                                         | 29                                          | 15.                                         |                                             |
| 2022/23                                  | Moravskoslezská fotbalová liga              | 3                                           | 34                                          | 13                                          | 6                                           | 15                                          | 50                                          | 49                                          | +1                                          | 45                                          | 8.                                          |                                             |
| 2023/24                                  | Moravskoslezská fotbalová liga              | 3                                           | 34                                          | 11                                          | 11                                          | 12                                          | 43                                          | 41                                          | +2                                          | 44                                          | 10.                                         |                                             |
| 2024/25                                  | Moravskoslezská fotbalová liga              | 3                                           | 34                                          | 13                                          | 5                                           | 16                                          | 55                                          | 64                                          | -9                                          | 44                                          | 9.                                          |                                             |

Poznámky:
- 1950: Po sezoně byla zrušena 2. liga (1951 a 1952 se nehrála), opět zavedena až 1953.
- 1951: Chybí výsledek jednoho zápasu.
- 1964/65: Po sezoně proběhla reorganizace nižších soutěží.
- 1968/69: Po sezoně proběhla celková reorganizace soutěží.
- 1971/72: Po sezoně proběhla reorganizace nižších soutěží (návrat krajů, zánik žup).
- 1976/77: Po sezoně proběhla reorganizace nižších soutěží.
- 1980/81: Po sezoně proběhla reorganizace nižších soutěží.
- 1982/83: Po sezoně proběhla reorganizace krajských soutěží.
- 1990/91: V důsledku reorganizaci divizních soutěží postoupilo z Jihomoravského přeboru celkem 10 mužstev.
- 2001/02: Postoupilo také vítězné mužstvo 1. SC Znojmo

**= sezona předčasně ukončena z důvodu pandemie covidu-19.

## TJ Gottwaldov „C“
TJ Gottwaldov „C“ byl druhým rezervním týmem tehdejšího Gottwaldova.

### Umístění v jednotlivých sezonách
Legenda: Z – zápasy, V – výhry, R – remízy, P – porážky, VG – vstřelené góly, OG – obdržené góly, +/− – rozdíl skóre, B – body, červené podbarvení – sestup, zelené podbarvení – postup, světle fialové podbarvení – přesun do jiné soutěže
| Československo (1977 – 1989) |                                         |        |    |    |   |    |    |    |     |    |        |
| Sezóny                       | Liga                                    | Úroveň | Z  | V  | R | P  | VG | OG | +/− | B  | Pozice |
| 1977/78                      | I. A třída Jihomoravského kraje – sk. C | 5      | 26 | 12 | 3 | 11 | 52 | 46 | +6  | 27 | 6.     |
| ...                          |                                         |        |    |    |   |    |    |    |     |    |        |
| 1986/87                      | I. B třída Jihomoravského kraje – sk. D | 7      | 26 | 8  | 9 | 9  | 34 | 33 | +1  | 25 | 9.     |
| 1987/88                      | I. B třída Jihomoravského kraje – sk. D | 7      | 26 | 11 | 8 | 7  | 41 | 39 | +2  | 30 | 4.     |
| 1988/89                      | I. B třída Jihomoravského kraje – sk. D | 7      | 26 | 1  | 5 | 20 | 20 | 71 | −51 | 7  | 14.    |